# Pouilly-sur-Saône
Pouilly-sur-Saône ist eine französische Gemeinde mit 616 Einwohnern (Stand 1. Januar 2022) im Département Côte-d’Or in der Region Bourgogne-Franche-Comté. Sie gehört zum  Kanton Brazey-en-Plaine.

## Geografie
Pouilly-sur-Saône liegt an der Saône zwischen Glanon im Nordwesten und Chamblanc im Osten, 3 Kilometer nordwestlich von Seurre und 21 Kilometer östlich von Beaune.

## Bevölkerungsentwicklung
| Jahr                       | 1962 | 1968 | 1975 | 1982 | 1990 | 1999 | 2006 | 2016 |
| Einwohner                  | 786  | 719  | 583  | 518  | 539  | 591  | 637  | 626  |
| Quellen: Cassini und INSEE |      |      |      |      |      |      |      |      |

## Sehenswürdigkeiten
Von der ursprünglichen mittelalterlichen Burg sind nur zwei Rondelle an der Saône verblieben. Sie wurden 1475 für Charles de Stainville erbaut. Das heutige Schloss wurde 1761 nach Plänen des Architekten Jean-Antoine Caristie für Philibert Gagne de Perrigny erbaut. Der Pavillon am westlichen Ende des Hauptgebäudes wurde zu Beginn des 19. Jahrhunderts hinzugefügt. Die Kapelle wurde nach 1824 gebaut. Das Schloss befindet sich heute im Privatbesitz. Im Park des Schlosses befindet sich ein Becken, das mit Statuen verziert ist und Statuen, die auf dem Treppenaufgang hinter dem Schloss stehen. Sie stammen aus dem 16. Jahrhundert.
Der Chor der Kirche Saint-Antoine wurde im 13. Jahrhundert errichtet. Die seigneurale Nische (Chapelle seigneuriale) wurde im 15. Jahrhundert angebaut, an den Wänden befindet sich das Wappen der Familie Stainville, die damals den Lehnsherrn des Ortes stellte. Kirchenschiff und Portalvorbau tragen die Jahreszahl 1669. Die Kirche wurde 1980 restauriert. In der Kirche befinden sich drei Objekte aus dem 15. Jahrhundert, die als Monument historique klassifiziert sind, eine Statue der Heiligen Barbara von Nikomedien aus bemaltem Eichenholz, eine steinerne bemalte Statue des Evangelisten Johannes und eine steinerne bemalte Statue der Maria.

## Wirtschaft
Es gibt eine Sandgrube, eine Porzellanfabrik und ein Sägewerk in Pouilly-sur-Saône.
Im 19. Jahrhundert betrieb Jean Baptiste Mollerat eine chemische Fabrik, die Hilfsstoffe für die Textilindustrie liefert. Es wurde ein Verfahren zur Gewinnung von reiner und konzentrierter Essigsäure durch trockene Destillation von Holz (Pyrolyse) entwickelt.
Gustave Eiffel wollte mit 20 Jahren hier eine Ausbildung zum Chemieingenieur beginnen. Er war der Neffe von Louis Mollerat.